# Geologische Karte von Thüringen
Die Geologische Karte von Thüringen ist das grundlegende geologische Kartenwerk zur Abbildung geologischer Verhältnisse nahe der Erdoberfläche von Thüringen.

## Geschichte
Die erste Gesamtkartierung der geologischen Verhältnisse in Thüringen erfolgte 1835–1847 an der Bergakademie Freiberg unter Bernhard von Cotta. Diese Geognostische Karte von Thüringen entstand als Fortsetzung der Geognostischen Karte von Sachsen auf der Basis der sächsischen Kameralkarte im Maßstab 1:125.000. Eine großmaßstäblichere und gründlichere Neuerfassung  wurde in der zweiten Hälfte des 19. Jahrhunderts unter preußischer Regie vorgenommen. Die im Maßstab 1:25.000 herausgegebene Geologische Spezialkarte von Preußen und den Thüringischen Staaten erschien 1853–1943 und bildet die Ausgangsgrundlage der gesamten geologischen Kartierung in den Deutschen Staaten.
Bestrebungen die geologischen Verhältnisse kartographisch neu zu erfassen wurden 1971 von den Geologen Walter Hoppe und Gerd Seidel veröffentlicht, die das Kartenwerk begründeten. Im Jahre 1974 gaben die beiden Geologen ein Band zur Geologie in Thüringen heraus.
Das Thüringer Landesamt für Umwelt, Bergbau und Naturschutz stellte als die für das Kartenwerk zuständige Behörde die noch vor 1991 erschienenen geologischen Kartenblätter im Maßstab 1:25.000 online zur Verfügung. Das Kartenwerk mit diesem Maßstab wird ständig aktualisiert. Es gibt auch eine digitale geologische Karte Thüringens im Maßstab 1.100.000, welche seit 2015 abgeschlossen ist.